# Crapet arlequin
Lepomis macrochirus
Espèce
Statut de conservation UICN

 LC  : Préoccupation mineure
Le crapet arlequin (Lepomis macrochirus) est une espèce de poissons d'eau douce de la famille des Centrarchidés.

## Appâts conseillés
- petits poissons-nageurs, cuillères tournantes en épingle ou leurres (est la technique la plus complexe des trois possibilités).
- appâts vivants, comme de vers ou des insectes
- ajout d’un appât naturel à un leurre artificiel pour le rendre plus attirant